# گردشگری در لبنان

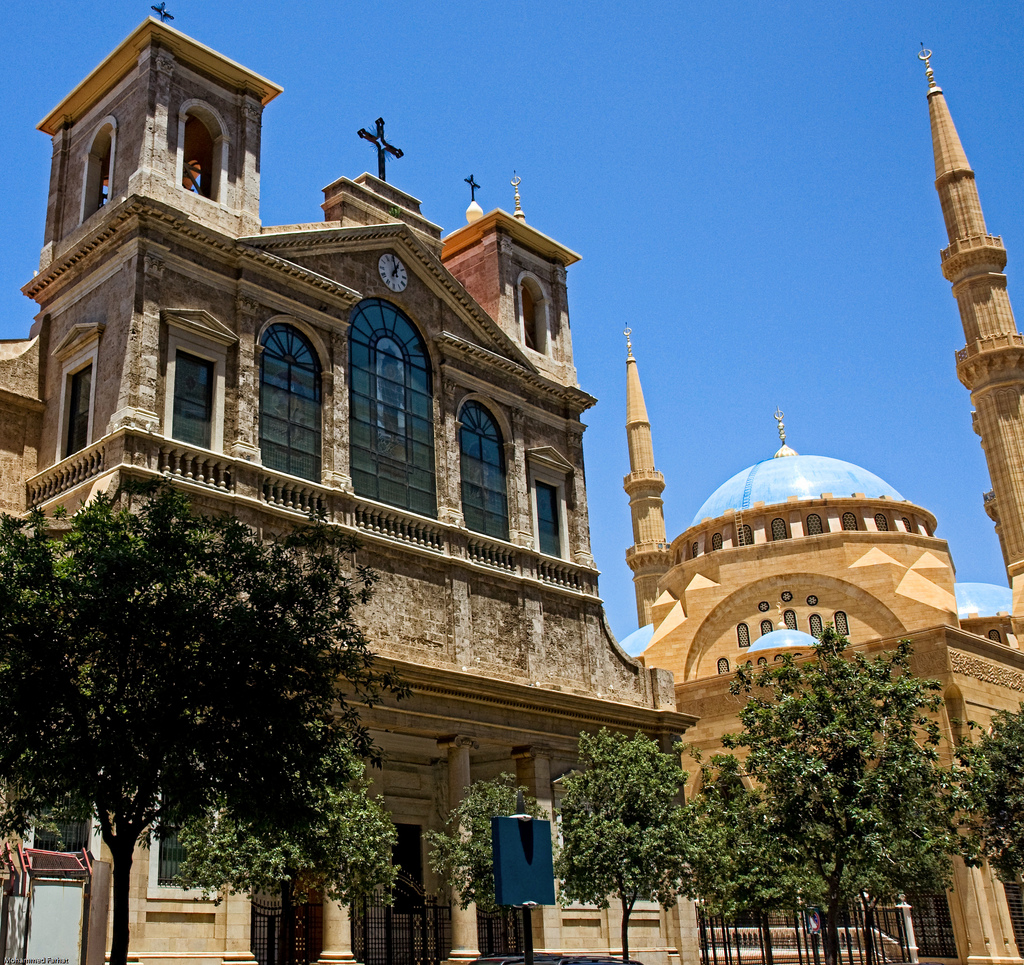
منطقه مرکزی بیروت

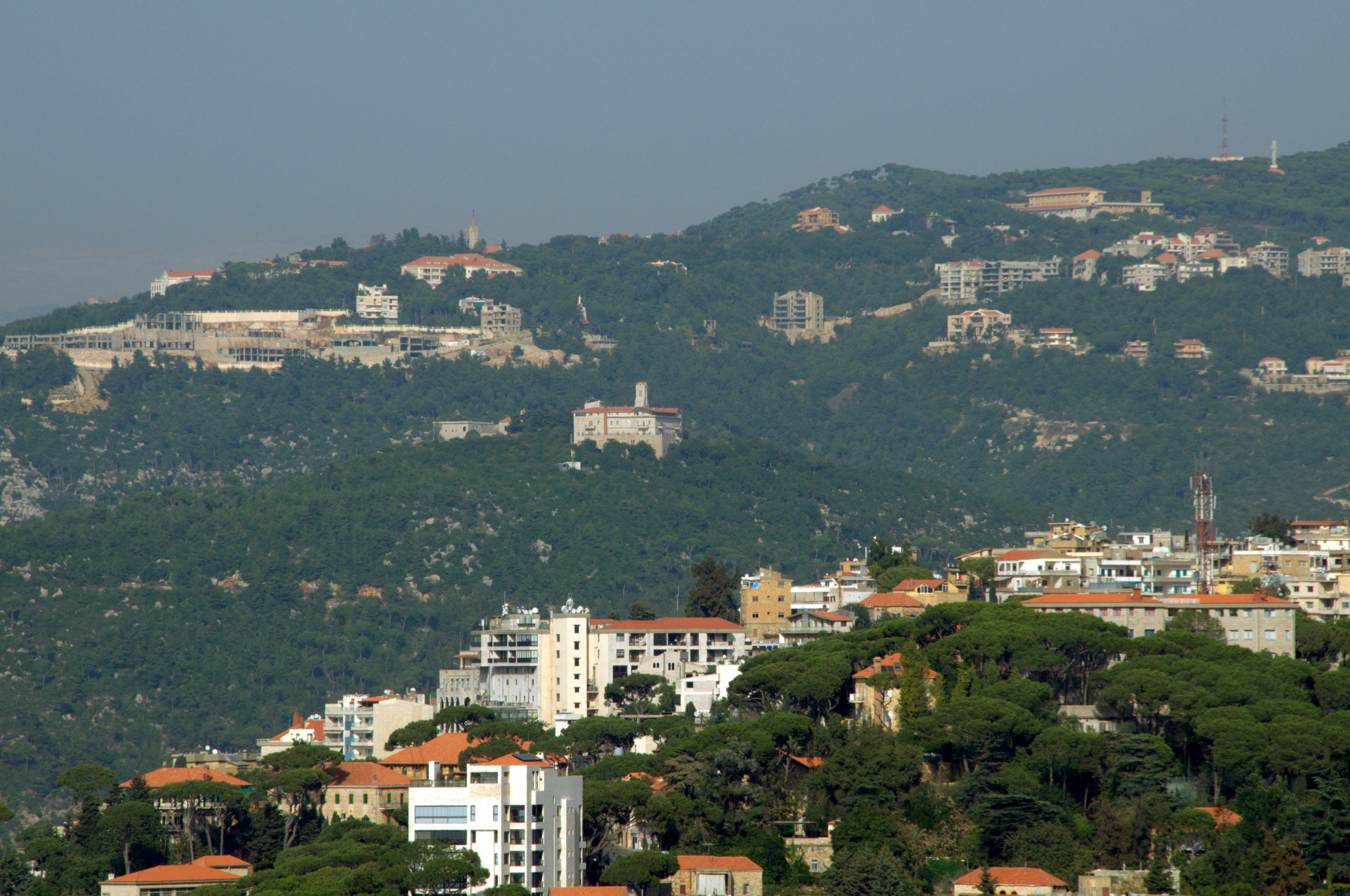
کوه لبنان

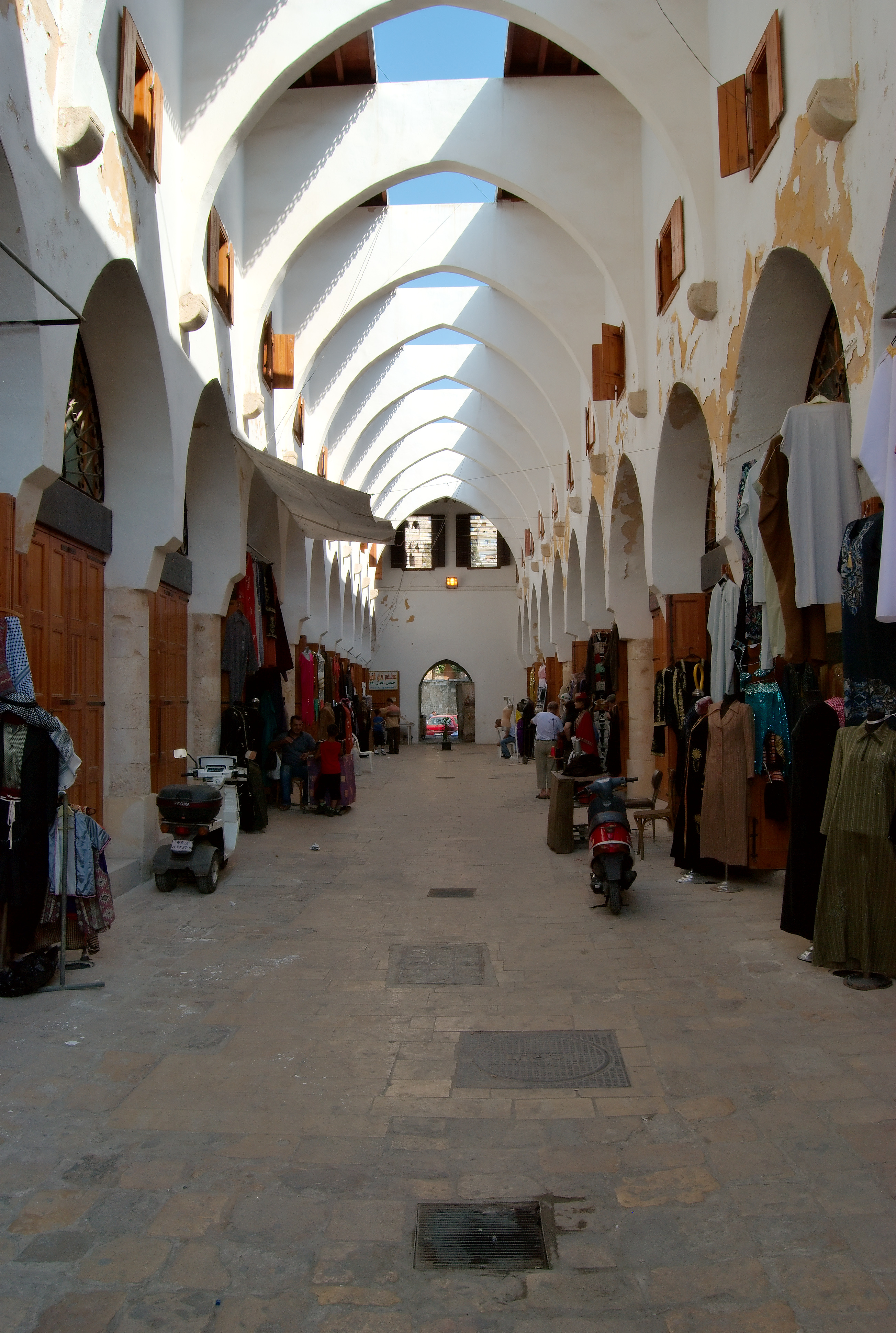
شهر قدیمی طرابلس

صنعت جهانگردی در لبنان از نظر تاریخی برای اقتصاد محلی مهم بوده و تا امروز نیز منبع اصلی درآمد در لبنان است. پیش از جنگ داخلی لبنان، بیروت به‌طور گسترده‌ای به عنوان پاریس خاورمیانه یا همچنین مروارید خاورمیانه یا عروس خاورمیانه شناخته می‌شد که اغلب به عنوان یک مرکز مالی و تجاری شناخته می‌شود که در آن بازدید کنندگان می‌توانند فرهنگ، آشپزی، تاریخ، فرهنگ مدیترانه ای شام و باستان‌شناسی و معماری لبنان را تجربه کنند.
از سکونتگاه‌های عصر حجر گرفته تا ایالت‌های شهر فنیقی، از معابد رومی گرفته تا آرامگاه‌های صخره ای، از قلعه‌های صلیبی تا مساجد مملوکو حمام ترکی عثمانی، اماکن تاریخی و باستانی کشور در سراسر کشور نمایش داده می‌شود که تاریخ جهان باستان و مدرن را منعکس می‌کند. لبنان سابقه دیرینه ای در زمینه گردشگری فرهنگیدارد. در پی سفرهای بسیاری از شرق شناسان، محققان و شاعران اروپایی به ویژه آلفونس دو لامارتین، ارنست رنان و ویکتور گرین، علاقه به فرهنگ شام لبنان بیشتر شد.
جو گوناگون و تاریخ باستان لبنان آن را به مقصد مهمی تبدیل کرده‌است که پس از آشوب مداوم به آرامی در حال بازسازی است. لبنان از خرابه‌های روم باستان، تا قلعه‌های به خوبی محافظت شده، غارهای سنگ آهک، کلیساها و مساجد تاریخی، سواحل زیبا واقع در دریای مدیترانه، غذاهای مشهور جهانی لبنان، زندگی شبانه بدون توقف و دیسکوها، تا استراحتگاه‌های اسکی کوهستانی، موارد زیادی را ارائه می‌دهد.
در حال حاضر سرمایه‌گذاری خصوصی قابل توجهی در نوسازی و گسترش این بخش انجام می‌شود و شرکت‌های هتلداری بین‌المللی به لبنان بازگشتند. کازینو دو لیبان، که از نظر تاریخی یک مقصد مهم گردشگری بود، در سال ۱۹۹۶ بازگشایی شد. بزرگترین پیست اسکی کشور توسعه یافته و مدرن شده‌است. دولت معتقد است، به دلیل بازگشت صلح و ثبات به کشور و با توسعه زیرساخت‌های لازم، گردشگری مجدداً به اقتصاد لبنان کمک خواهد کرد. صنعت جهانگردی لبنان همچنین متکی به تعداد زیادی از لبنانی‌های مقیم خارج از کشور است که در فصل تابستان به‌طور منظم به این کشور برمی گردند.

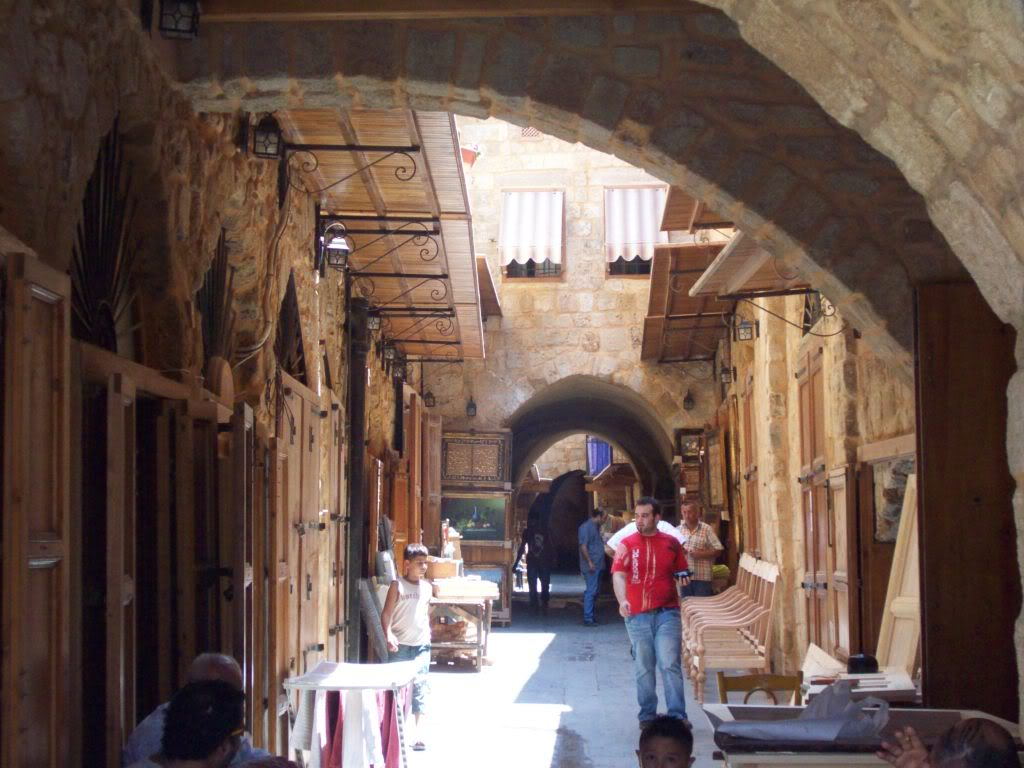
شهر قدیمی سیدون

## قلعه‌ها و ارگ‌ها
- قلعه مسیله یک قلعه قرون وسطایی است که در شمال شهر باترون در لبنان واقع شده‌است. قلعه فعلی توسط امیر فخرالدین دوم در قرن هفدهم برای حفاظت از مسیر طرابلس به بیروت ساخته شد.[۵] این قلعه بر روی یک صخره سنگ آهکی بلند و باریک در نزدیکی رودخانه نهر الجوز ساخته شده‌است.

## شهرهای قدیمی
شهرهای قدیمی هنوز مرکز یا هسته بسیاری از شهرها و شهرستان‌های لبنان را تشکیل می‌دهند. اکثر این شهرهای قدیمی در نوار ساحلی لبنان قرار دارند که فقط تعداد کمی از آنها در مناطق داخلی کشور یافت می‌شوند که نشان دهنده ماهیت مردم لبنان است که داری فرهنگ دریایی بودند و بیشتر در تجارت دخیل بودند.

## موزه‌ها
موزه ملی بیروت موزه اصلی باستان‌شناسی در لبنان است. این مجموعه پس از جنگ جهانی اول آغاز شد و موزه به‌طور رسمی در سال ۱۹۴۲ افتتاح شد.
این موزه مجموعاً حدود ۱۰۰۰۰۰ شی دارد که بیشتر آنها آثار باستانی و یافته‌های قرون وسطایی حاصل از کاوش‌های انجام شده توسط اداره کل آثار باستانی است.
حدود ۱۳۰۰ اثر هنری به نمایش گذاشته شده‌است که از پیشاتاریخ گرفته تا دوره مملوک قرون وسطایی متفاوت است. این موزه در معماری احیاگر مصری با الهام از معماری فرانسوی طراحی و با سنگ آهک اخرایی لبنانی ساخته شده‌است.

## جهانگردی مذهبی
لبنان که در قلب دو دین مهم جهانی، مسیحیت و اسلام واقع شده‌است، دارای پیشینه مذهبی قدیمی و غنی با سنت‌های گوناگون است. این امر در ترکیب مذهبی و چند فرهنگی مشهود است که تا به امروز دیده می‌شود و هویتی منحصر به فرد به جامعه لبنان می‌بخشد. لبنان برای هزاران سال پناهگاه گروه‌های مذهبی تحت آزار و اذیت بوده‌است، بنابراین مقدار عظیمی از میراث دینی را هم در مقدسات مسیحیان و هم در مقدسات اسلامی و اماکن مقدس به این کشور افزود.

## اکوتوریسم
طبیعت‌گردی در لبنان دارای زمینه ای غنی از تنوع طبیعی و طیف گسترده‌ای از فعالیت‌های فضای باز است. با چشم‌انداز اصلی متشکل از کوه‌ها، جنگل‌ها، حیات وحش، سواحل، رودخانه‌های پر از برف، غارها، دره‌ها و تنگه‌ها، لبنان بیشتر به یک مقصد در فضای باز تبدیل می‌شود که در آن مردم می‌توانند از ذخایر طبیعی آن بازدید کنند و فعالیت‌های اکوتوریسم خود را انجام دهند.

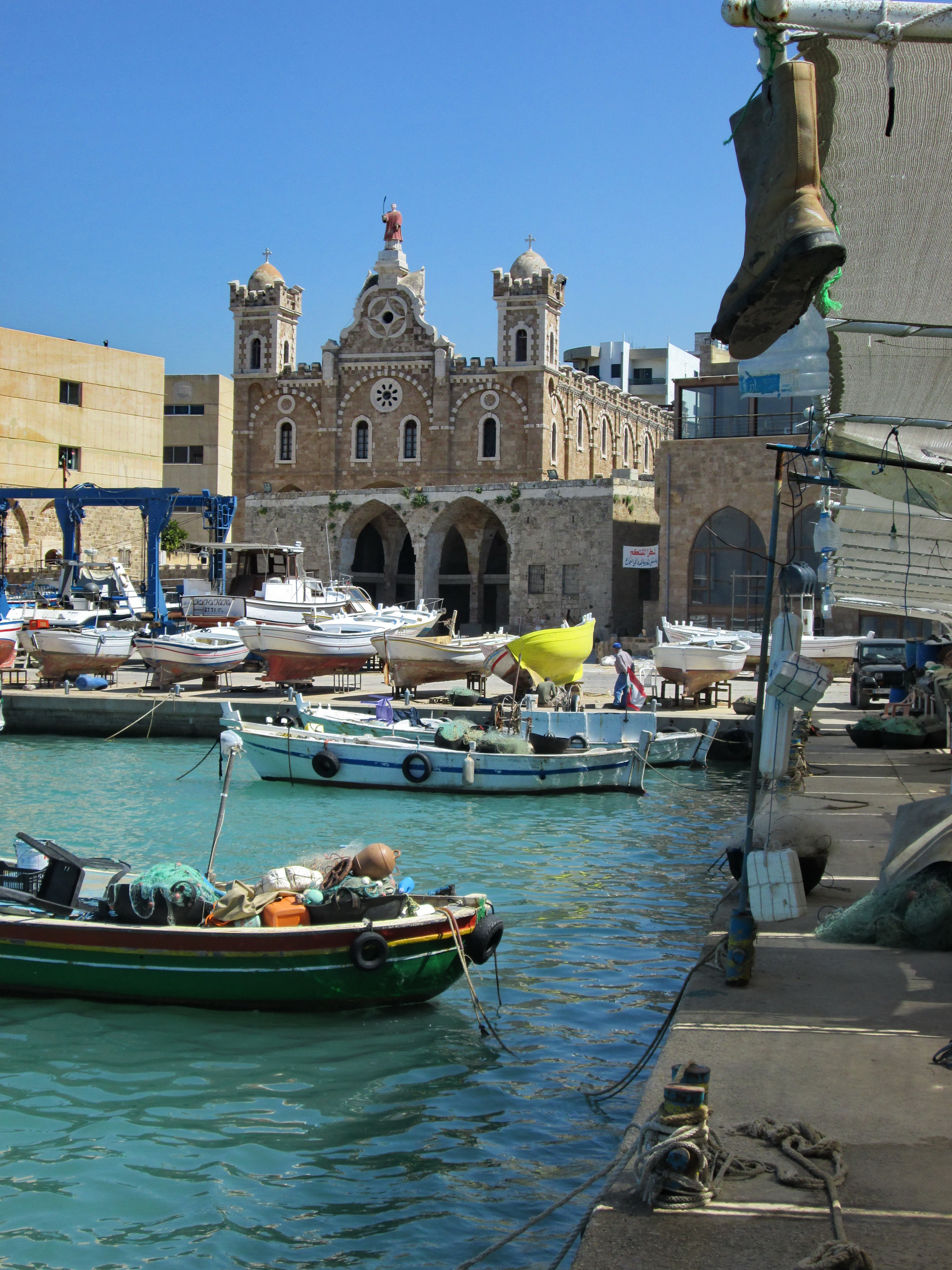
باترون
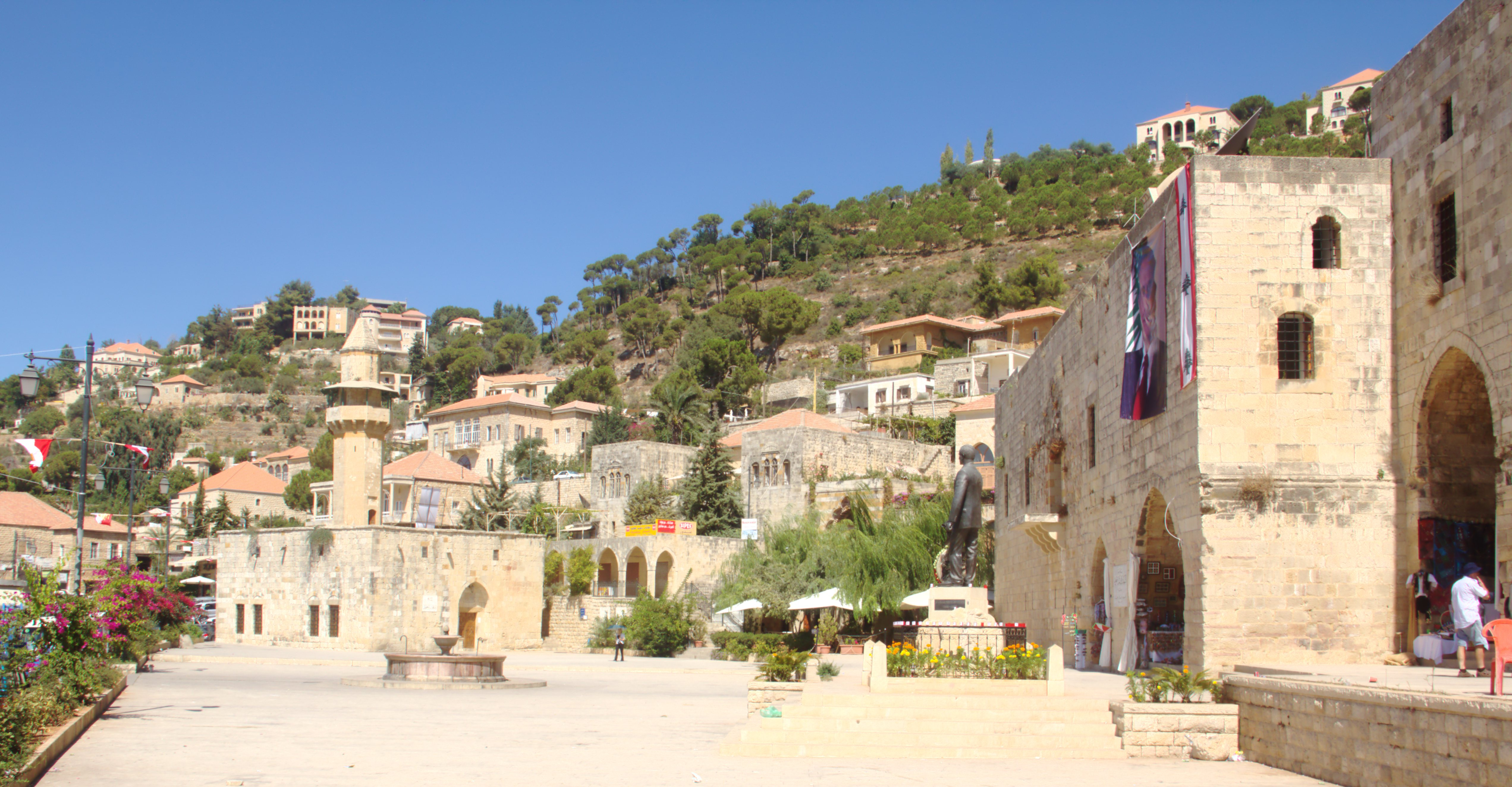
دیر القمر
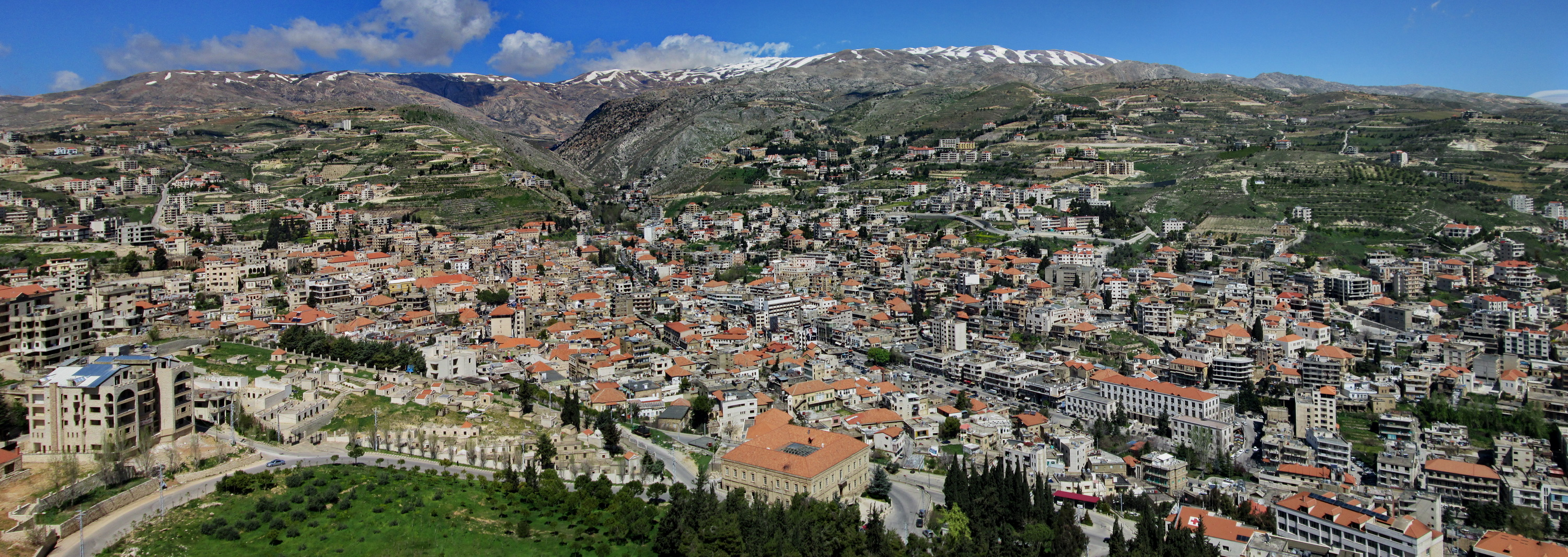
زهله
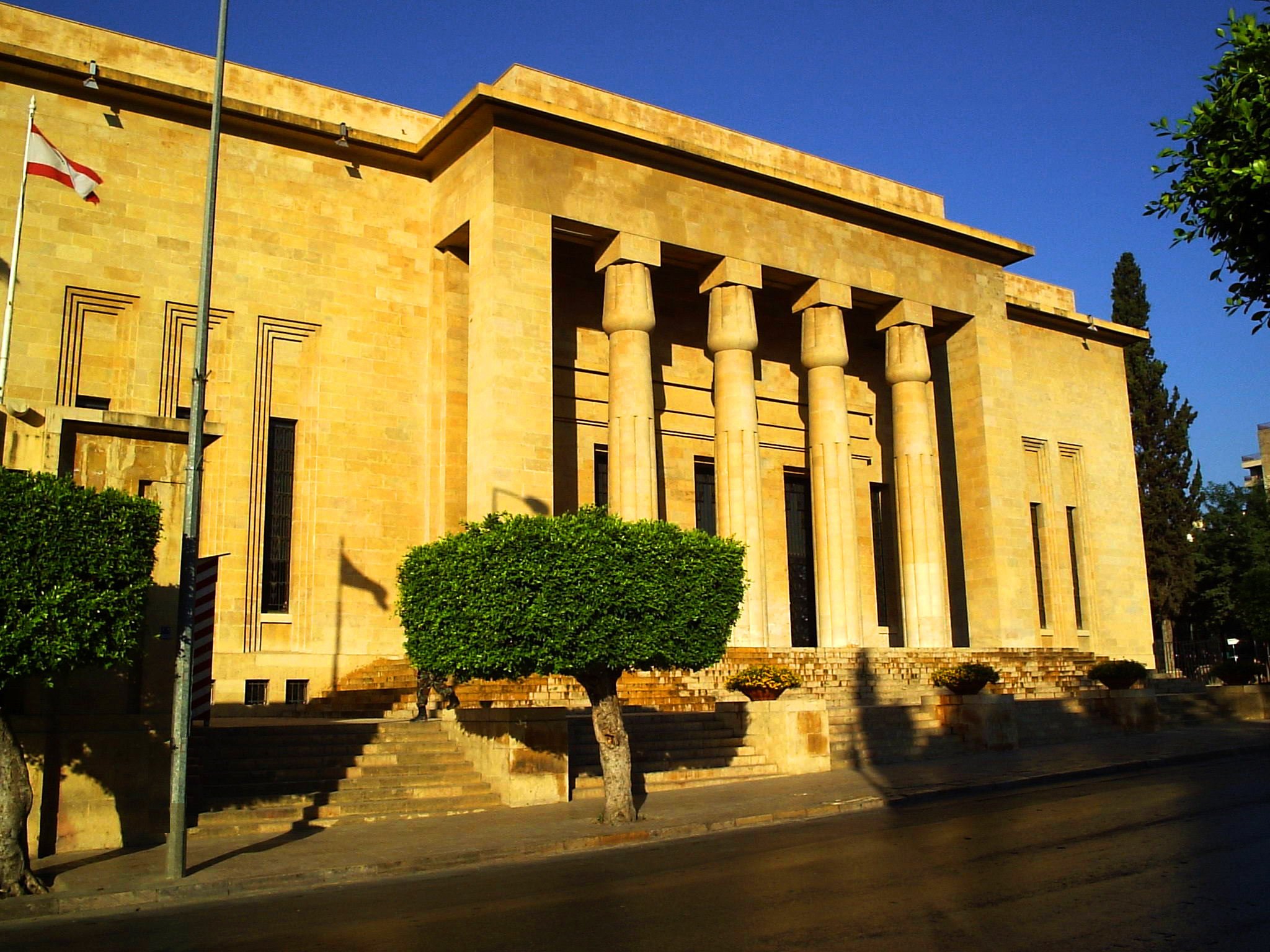
موزه ملی بیروت
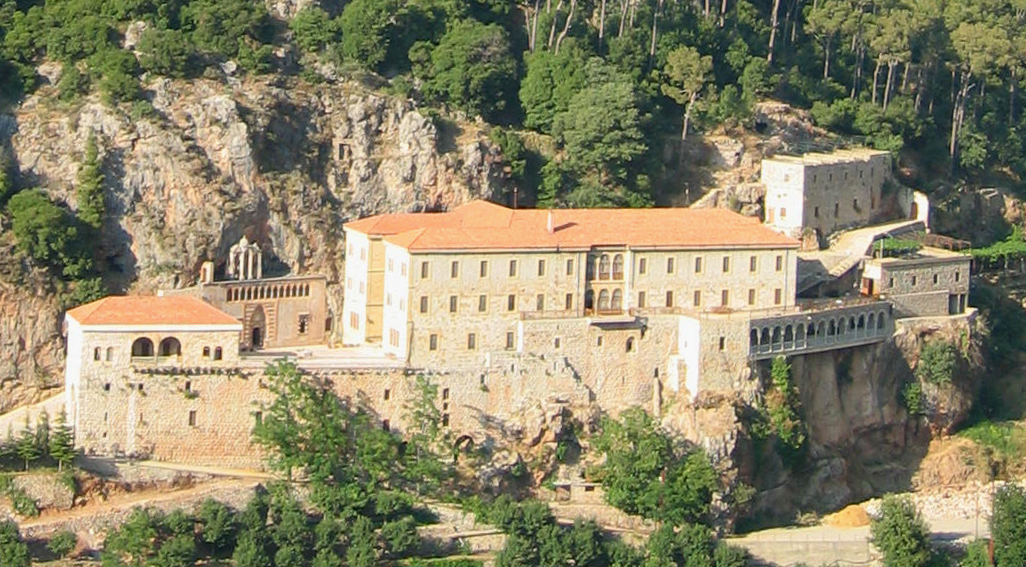
صومعه قوزایا
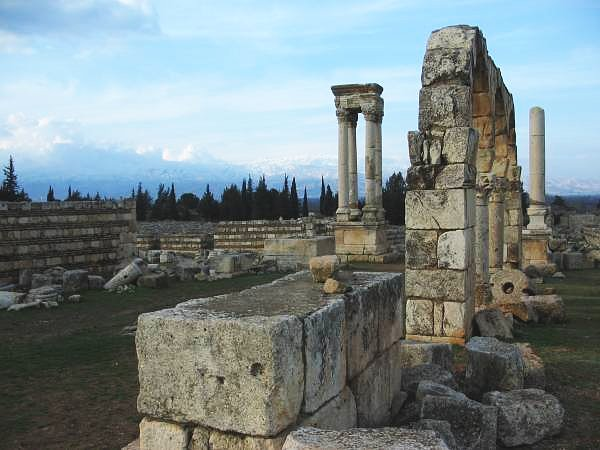
Tetrapylon در مرکز شهر انجار
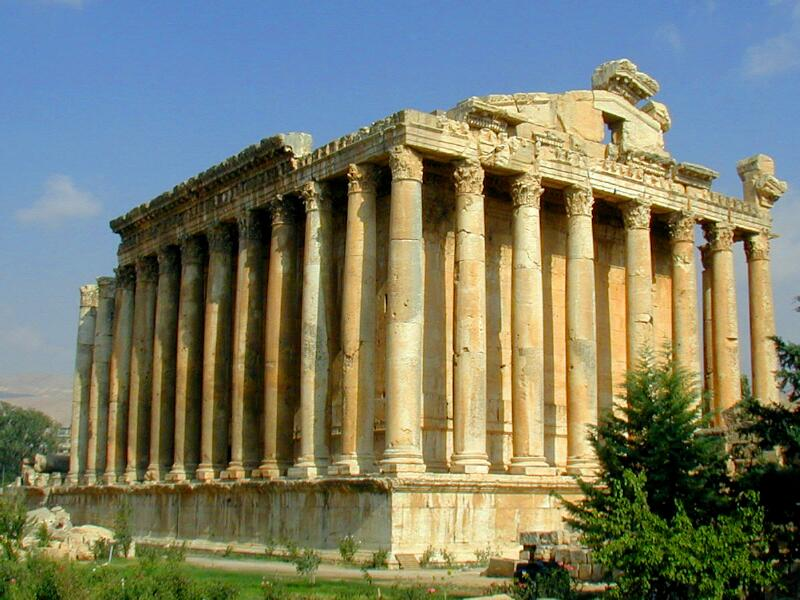
معبد رومی باخوس در بعلبک
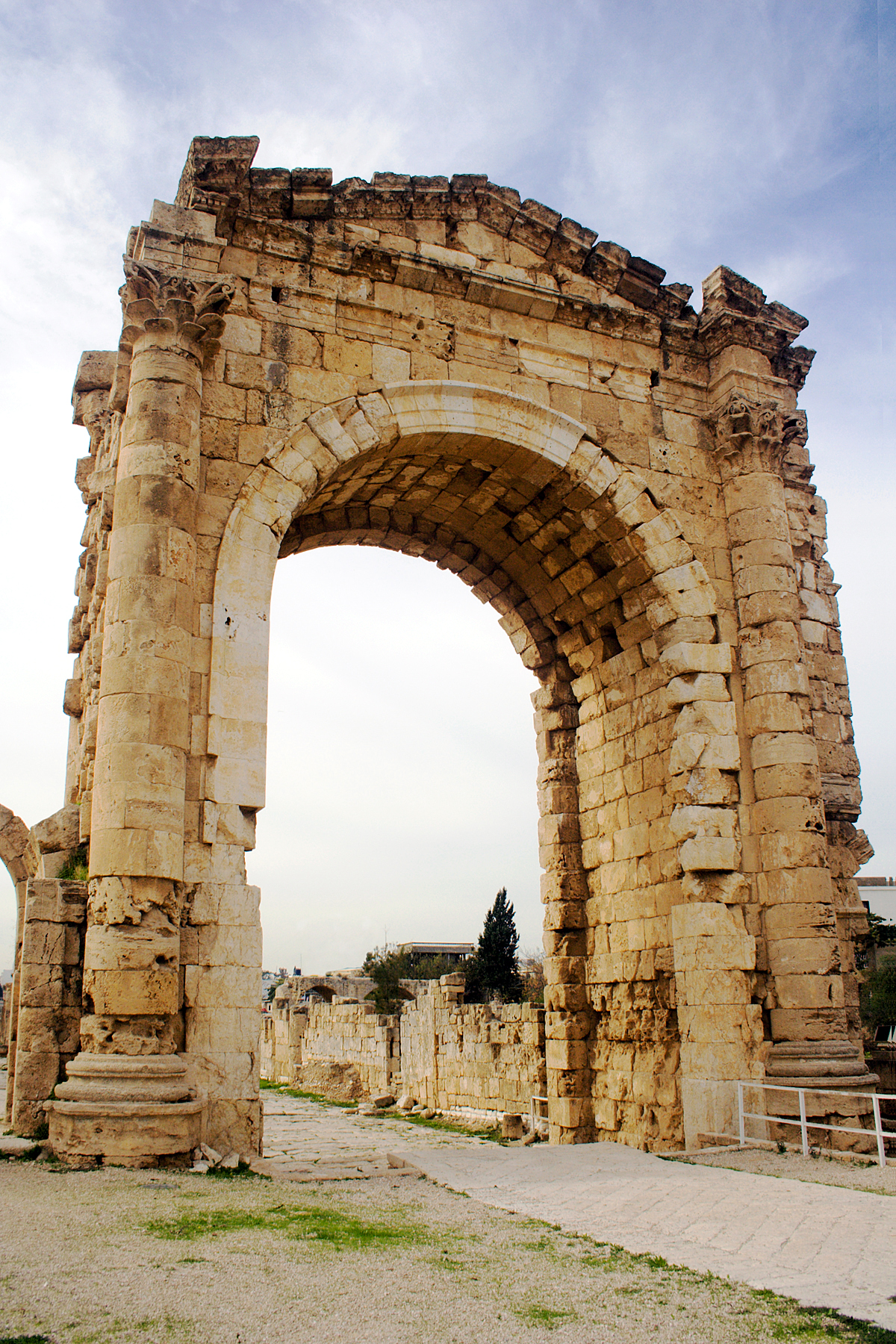
طاق پیروزی در صور، لبنان
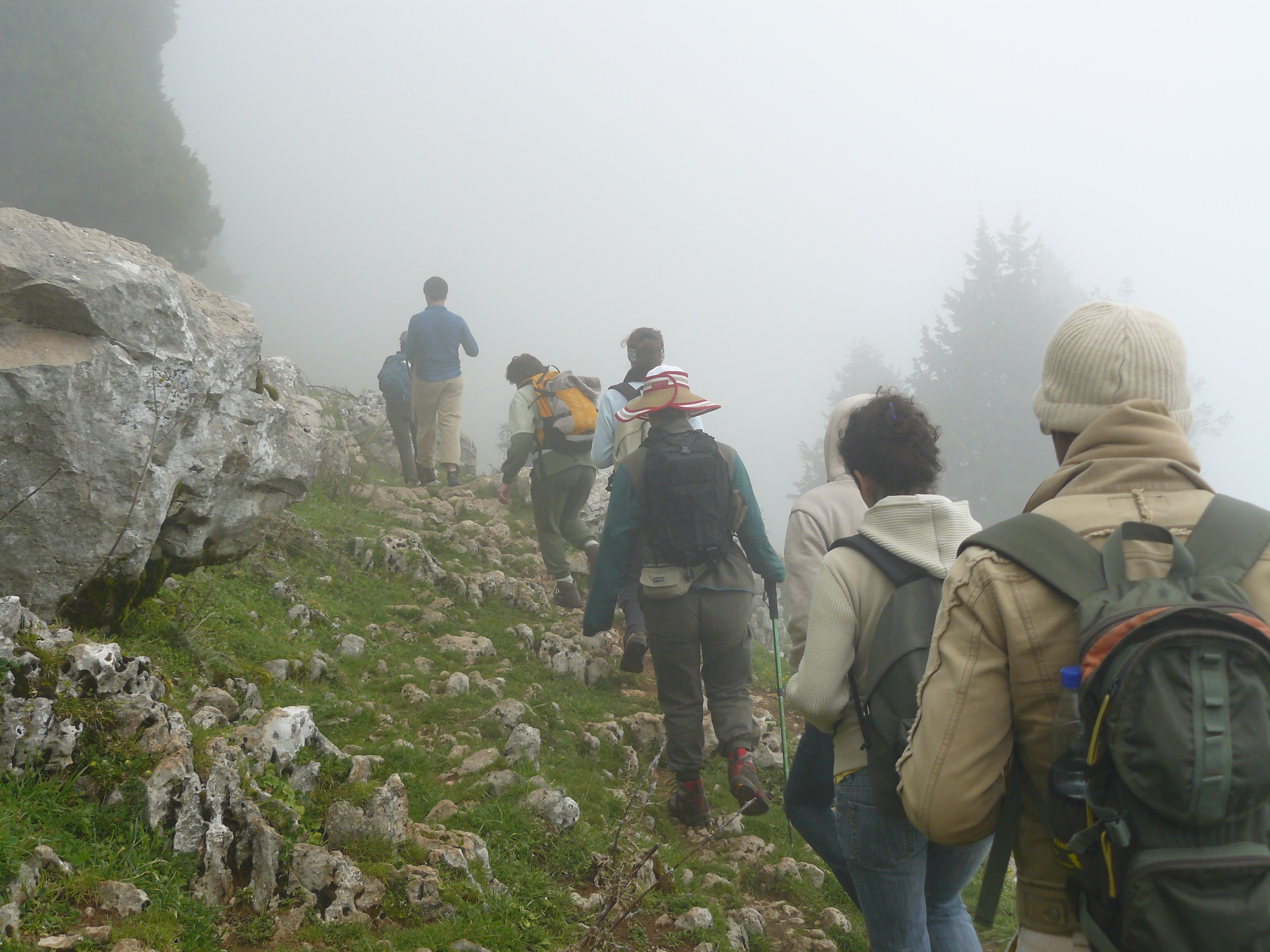
پیاده‌روی در کوه‌های دینیه

## ورود به کشور
بیشتر بازدیدکنندگانی که به لبنان سفر می‌کنند از کشورهای زیر بودند:
| کشور                | ۲۰۱۹      | ۲۰۱۸      | ۲۰۱۷      | ۲۰۱۶      | ۲۰۱۵      | ۲۰۱۴      | ۲۰۱۳      | ۲۰۱۲      |
| ------------------- | --------- | --------- | --------- | --------- | --------- | --------- | --------- | --------- |
| سوریه               | ۲٬۴۲۱٬۳۴۶ | ۲٬۶۸۷٬۵۰۹ | ۲٬۳۷۷٬۳۶۸ | ۱٬۸۰۲٬۵۹۸ | ۱٬۹۵۶٬۱۹۴ | ۳٬۶۱۴٬۵۳۹ | ۴٬۴۵۹٬۸۴۲ | ۴٬۱۱۶٬۴۶۳ |
| عراق                | ۱۹۶٬۲۶۵   | ۲۱۱٬۵۸۹   | ۲۲۶٬۹۳۰   | ۲۳۶٬۰۱۳   | ۱۹۱٬۵۷۸   | ۱۸۹٬۱۵۶   | ۱۴۱٬۹۸۶   | ۱۲۶٬۹۸۲   |
| ایالات متحده آمریکا | ۱۹۲٬۶۷۱   | ۱۹۰٬۴۶۴   | ۱۷۱٬۱۱۰   | ۱۵۴٬۰۹۵   | ۱۳۵٬۶۰۶   | ۱۱۴٬۰۱۵   | ۱۰۳٬۴۸۳   | ۱۱۰٬۵۳۹   |
| فرانسه              | ۱۸۱٬۱۲۷   | ۱۸۱٬۳۲۱   | ۱۶۴٬۹۲۴   | ۱۴۵٬۶۶۶   | ۱۳۴٬۱۸۱   | ۱۲۰٬۷۱۰   | ۱۱۷٬۶۸۸   | ۱۲۰٬۱۳۴   |
| کانادا              | ۱۱۳٬۰۶۳   | ۱۱۴٬۱۳۷   | ۱۰۷٬۷۱۳   | ۱۰۰، ۰۷۶  | ۹۱٬۳۲۴    | ۷۸٬۴۱۹    | ۷۱٬۸۴۱    | ۷۵٬۷۵۱    |
| آلمان               | ۱۰۶٬۳۷۹   | ۱۰۴٬۱۶۷   | ۹۶٬۷۱۱    | ۸۷٬۵۶۷    | ۷۴٬۸۲۳    | ۶۷٬۹۸۸    | ۶۱٬۱۲۳    | ۶۲٬۱۶۰    |
| مصر                 | ۹۲٬۵۳۳    | ۹۲٬۱۷۳    | ۸۲٬۲۸۲    | ۸۳٬۳۳۷    | ۷۵٬۵۲۴    | ۶۹٬۱۷۹    | ۶۳٬۵۷۸    | ۶۴٬۰۱۷    |
| عربستان سعودی       | ۸۸٬۱۴۲    | ۶۱٬۵۴۷    | ۶۴٬۲۷۰    | ۴۰٬۳۹۱    | ۴۷٬۸۳۱    | ۴۵٬۷۸۸    | ۴۰٬۹۵۸    | ۷۲٬۶۵۸    |
| اردن                | ۸۷٬۴۴۷    | ۹۲٬۹۲۰    | ۹۰٬۰۷۷    | ۸۶٬۶۹۳    | ۷۷٬۹۶۰    | ۷۳٬۸۲۲    | ۷۸٬۰۱۸    | ۸۹٬۱۰۰    |
| استرالیا            | ۷۵٬۵۸۹    | ۸۴٬۲۱۸    | ۷۸٬۶۶۴    | ۷۲٬۷۴۳    | ۵۷٬۸۵۲    | ۴۸٬۴۶۷    | ۴۳٬۵۶۰    | ۵۰٬۲۶۱    |
| بریتانیا            | ۷۴٬۱۷۷    | ۷۵٬۳۰۹    | ۶۸٬۳۶۰    | ۶۱٬۹۹۴    | ۵۶٬۶۰۸    | ۴۹٬۱۷۹    | ۴۸٬۵۰۴    | ۵۰٬۲۱۴    |
| سوئد                | ۴۷٬۱۵۳    | ۴۴٬۰۳۲    | ۳۸٬۹۵۸    | ۳۴٬۷۲۲    | ۲۸٬۳۷۶    | ۲۶٬۰۳۱    | ۲۴٬۰۱۱    | ۲۴٬۳۴۰    |
| کل                  | ۴٬۳۵۷٬۶۶۶ | ۴٬۶۵۱٬۳۹۹ | ۴٬۲۳۴٬۱۶۳ | ۴٬۱۷۹٬۹۶۶ | ۳٬۴۷۴٬۱۲۱ | ۴٬۹۶۹٬۱۸۶ | ۵٬۷۳۴٬۲۰۴ | ۵٬۴۸۲٬۳۰۸ |